# Mistrzostwa Świata w Piłce Nożnej 2018 (eliminacje strefy CAF)/Grupa E

## Grupa E
| Lp. | Drużyna | M | Mecze | Mecze | Mecze | Bramki | Bramki | Bramki | Pkt |
| Lp. | Drużyna | M | W     | R     | P     | +      | −      | +/−    | Pkt |
| --- | ------- | - | ----- | ----- | ----- | ------ | ------ | ------ | --- |
| 1.  | Egipt   | 6 | 4     | 1     | 1     | 8      | 4      | +4     | 13  |
| 2.  | Uganda  | 6 | 2     | 3     | 1     | 3      | 2      | +1     | 9   |
| 3.  | Ghana   | 6 | 1     | 4     | 1     | 7      | 3      | +4     | 7   |
| 4.  | Kongo   | 6 | 0     | 2     | 4     | 3      | 12     | −9     | 2   |

## Mecze
| 7 października 2016 17:30 CEST | Ghana | 0:0(0:0)Raport | Uganda | Tamale Stadium, Tamale Widzów: 19 000 Sędzia: Mohamed El Fadil |
|                                |       |                |        |                                                                |

| 9 października 2016 16:30 CEST | Kongo · Doré 24' | 1:2(1:1)Raport | Egipt · 41' Salah · 58' Said | Stade Municipal de Kintélé, Brazzaville Widzów: 20 000 Sędzia: Denis Dembélé |
|                                |                  |                |                              |                                                                              |

| 12 listopada 2016 14:00 CET | Uganda · Miya 17' | 1:0(1:0)Raport | Kongo | Nelson Mandela National Stadium, Kampala Widzów: 25 000 Sędzia: Mehdi Abid Charef |
|                             |                   |                |       |                                                                                   |

| 13 listopada 2016 17:00 CET | Egipt · Salah 42' (k) · Said 85' | 2:0(1:0)Raport | Ghana | Stadion Borg El Arab, Aleksandria Widzów: 70 000 Sędzia: Eric Otogo Castane |
|                             |                                  |                |       |                                                                             |

| 1 września 2017 17:30 CEST | Ghana · Partey 86' | 1:1(0:1)Raport | Kongo · 18' Bifouma | Baba Yara Stadium, Kumasi Widzów: 30 000 Sędzia: Youssef Essrayri |
|                            |                    |                |                     |                                                                   |

| 31 sierpnia 2017 15:00 CEST | Uganda · Okwi 51' | 1:0(0:0)Raport | Egipt | Nelson Mandela National Stadium, Kampala Widzów: 25 000 Sędzia: Ali Lemghaifry |
|                             |                   |                |       |                                                                                |

| 5 września 2017 16:30 CEST | Kongo · Illoy-Ayyet 43' | 1:5(1:3)Raport | Ghana · 22', 45+2', 84' Boakye · 26', 68' Partey | Stade Municipal de Kintélé, Brazzaville Widzów: 14 379 Sędzia: Rédouane Jiyed |
|                            |                         |                |                                                  |                                                                               |

| 5 września 2017 20:00 CEST | Egipt · Salah 6' | 1:0(1:0)Raport | Uganda | Alexandria Stadium, Aleksandria Widzów: 60 000 Sędzia: Victor Gomes |
|                            |                  |                |        |                                                                     |

| 8 października 2017 19:00 CEST | Egipt · Salah 62', 90+4' (k) | 2:1(0:0)Raport | Kongo · 87' Moutou | Stadion Borg El Arab, Aleksandria Widzów: 75 000 Sędzia: Bakary Gassama |
|                                |                              |                |                    |                                                                         |

| 7 października 2017 15:00 CEST | Uganda | 0:0(0:0)Raport | Ghana | Nelson Mandela National Stadium, Kampala Widzów: 35 000 Sędzia: Daniel Bennett |
|                                |        |                |       |                                                                                |

| 12 listopada 2017 15:30 CET | Kongo · Baudry 10' | 1:1(1:1)Raport | Uganda · 11' Karisa | Stade Municipal de Kintélé, Brazzaville Sędzia: Mohamed El Fadil |
|                             |                    |                |                     |                                                                  |

| 12 listopada 2017 16:30 CET | Ghana · Gyasi 63' | 1:1(0:0)Raport | Egipt · 61' Shikabala | Cape Coast Stadium, Cape Coast Sędzia: Malang Diedhiou |
|                             |                   |                |                       |                                                        |